# IC 4139
IC 4139 ist eine elliptische Galaxie vom Hubble-Typ E im Sternbild Coma Berenices am Nordsternhimmel. Sie ist schätzungsweise 844 Millionen Lichtjahre von der Milchstraße entfernt und hat einen Durchmesser von etwa 75.000 Lj.
In derselben Himmelsregion befinden sich u. a. die Galaxien IC 4130, IC 4141, IC 4146, IC 4148.
Das Objekt wurde am 27. Januar 1904 von Max Wolf entdeckt.